# Фридрихсдорф
Фридрихсдорф (њем. Friedrichsdorf) град је у њемачкој савезној држави Хесен. Једно је од 13 општинских средишта округа Хохтаунус. Према процјени из 2010. у граду је живјело 24.370 становника. Посједује регионалну шифру (AGS) 6434002.

## Географски и демографски подаци
Фридрихсдорф се налази у савезној држави Хесен у округу Хохтаунус. Град се налази на надморској висини од 200 метара. Површина општине износи 30,2 km². У самом граду је, према процјени из 2010. године, живјело 24.370 становника. Просјечна густина становништва износи 808 становника/km².

## Међународна сарадња
| Мјесто                  | Држава               | Врста сарадње | Од    |
| ----------------------- | -------------------- | ------------- | ----- |
| Чешам                   | Уједињено Краљевство | партнерство   | 1980. |
|                         | Француска            | партнерство   | 1973. |
| Бад Вимсбах-Нејдхартинг | Аустрија             | партнерство   | 1968. |
| Извор                   |                      |               |       |